# 竹原裕子
竹原 裕子（たけはら ゆうこ、旧名：角田 裕子）は、日本のゲーム音楽作曲家。カプコン所属。

## 略歴
1990年代前半から活動を開始。アーケードゲーム、コンシューマーゲームなど幅広く担当している。

## 作品
- ファイナルファイト2（藤田靖明と共同）
- ロックマン6 史上最大の戦い!!
  - ロックマンX（山本節生と共同）
- ブレス オブ ファイアII 使命の子
- ストリートファイターZERO（阿部功と共同）
- スターグラディエイター（阿部功と共同）
- X-MEN VS. STREET FIGHTER（岩井由紀と共同）
  - マーヴル・スーパーヒーローズ VS. ストリートファイター（岩井由紀と共同）
  - MARVEL VS. CAPCOM CLASH OF SUPER HEROES
- スーパーパズルファイターIIX（家庭用版）
- ジョジョの奇妙な冒険
  - ジョジョの奇妙な冒険 黄金の旋風（ミュージックアドバイザー）
- ゼルダの伝説 4つの剣

## 関連記事
- ゲーム音楽の作曲家一覧

| スタブアイコン | サブスタブ | この項目は、まだ閲覧者の調べものの参照としては役立たない、音楽関係者（バンド等）に関連した書きかけの項目です。この項目を加筆・訂正などしてくださる協力者を求めています（P:音楽/PJ:芸能人）。 |